# Elinor Bennett
Elinor Bennett, baronne Wigley (née le 17 avril 1943) est une harpiste galloise ayant notamment enregistré Haydn pour la première fois.

## Biographie
Elinor Bennett est née à Llanidloes, au Pays de Galles. Après avoir étudié le droit, elle entre à la Royal Academy of Music où elle suit les cours de harpe avec Osian Ellis. Elle a enregistré douze albums solo et fait partie des organisateurs du Wales International Harp Festival (festival international de harpe du pays de Galles). Elle dirige un "Harp College" (collège de harpe) annuel.
Catrin Finch, qui a épousé son fils Hywel, a fait partie de ses élèves.
En 2003, Bennett reçoit le Glyndŵr Award (en). Elle est la première harpiste à avoir enregistré les arrangements de harpe de Joseph Haydn.

## Vie privée
Elinor Bennett est l'épouse de Dafydd Wigley (Baron Wigley), homme politique du parti Plaid Cymru. Deux des quatre enfants du couple sont décédés des suites d'une maladie héréditaire.